# Ramón S. Castillo
Ramón Antonio Castillo (Ancasti, Catamarca, 20 de noviembre de 1873-Buenos Aires, 12 de octubre de 1944) fue un abogado, juez, docente y político argentino conservador perteneciente al Partido Demócrata Nacional. En 1938 llegó a la vicepresidencia tras el triunfo de Roberto Marcelino Ortiz y, al renunciar este en 1942 por problemas de salud, asumió como el 23.º presidente de la Nación Argentina. Fue derrocado por el golpe de Estado militar conocido como la Revolución del 43.
La legitimidad del mandato de Roberto M. Ortiz y Ramón Castillo ha sido cuestionada en forma generalizada por los historiadores debido al fraude electoral masivo realizado en las elecciones de 1938, denunciado por todo el arco opositor a su gobierno. En 1940 el presidente Ortiz inició una campaña de restauración de la pureza electoral, provocando una reacción encontrada entre las fuerzas políticas del momento.

## El nombre de Castillo
Generalmente se lo nombra como Ramón S. Castillo, sin precisar nunca a qué corresponde la inicial S. Esto sucede porque no corresponde a nada, ya que su segundo nombre era Antonio. Para evitar el malentendido que pudiera ocasionar su firma (Ramón A. Castillo, como Ramona Castillo), en su juventud fue deformando la A por una S.

## Biografía

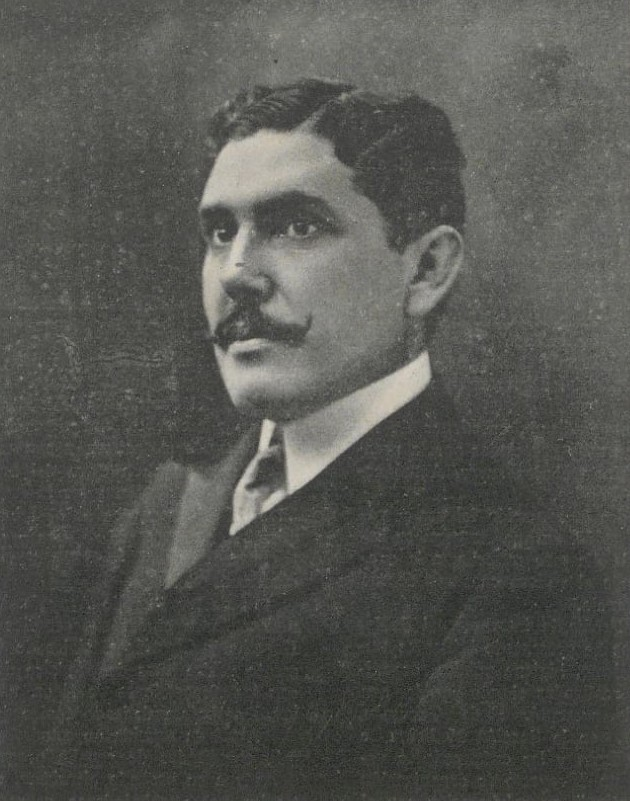
Ramón S. Castillo en 1917

Ramón Antonio Castillo nació en Ancasti, Catamarca, hijo del matrimonio de Rafael Castillo Arias con María de Jesús Barrionuevo Maturano. Cursó sus estudios en la Facultad de Derecho de la Universidad de Buenos Aires. Designado juez penal en San Nicolás de los Arroyos (provincia de Buenos Aires), en uno de los casos que resolvió fue condenado a 8 años de prisión el gaucho Hormiga Negra, por un homicidio que luego se probó no había cometido.
En la carrera judicial llegó a integrar como vocal la Cámara de Apelaciones en lo Comercial antes de retirarse.
Dedicado a la docencia, se desempeñó como profesor y decano en la UBA (Universidad de Buenos Aires) entre 1923 y 1928.
Se casó en Buenos Aires el 14 de septiembre de 1903 con María Delia Luzuriaga Chaves (1881-1955), con quien tuvo seis hijos: Ramón en 1904, Horacio en 1905, María Delia en 1908, Carmen Haydée en 1913 y los mellizos Jorge y Héctor en 1917, que eran discapacitados.
En 1924, el presidente Alvear lo nombró administrador general de Impuestos Internos.
En 1930 fue designado gobernador interventor de la provincia de Tucumán por el gobierno de facto de José Félix Uriburu; fue elegido senador nacional por su provincia, a la que regresó en muy pocas oportunidades, siempre por motivos familiares, la última en 1920 para ser padrino de bautismo, junto a su hermana Rosario Lidia, de una sobrina, J.Lidia Villalba, en la localidad de Icaño. También fue Ministro del Interior y su gestión como Ministro del Interior se vio envuelto en lo que se denominó escándalo de la CHADE, un resonante caso de corrupción sucedido durante su gestión en la década de 1930, durante la llamada Década infame, cuando logró convencer a los concejales de la Municipalidad de Buenos Aires para que otorgaran un contrato millonario a la Compañía Hispano Americana de Electricidad (CHADE), concesionaria del servicio eléctrico de la ciudad de Buenos Aires y luego se denunció que los votos fueron comprados para favorecer a la compañía.  Había sido también ministro de Justicia e Instrucción Pública del presidente Justo durante 1936.
Renunció a este cargo para postularse como vicepresidente de Roberto M. Ortiz en la fórmula de la llamada “Concordancia”, una alianza transitoria del Partido Demócrata Nacional, la Unión Cívica Radical Antipersonalista y el Partido Socialista Independiente, y tras triunfar en elecciones fraudulentas asumió el cargo el 20 de febrero de 1938.
Durante su desempeño como vicepresidente, la prensa lo implicó como uno de los responsables en el contrato conocido como "Escándalo de las Tierras del Palomar", una compra de terrenos para el Ejército realizada a un precio sobrevaluado, para luego repartirse comisiones entre legisladores.

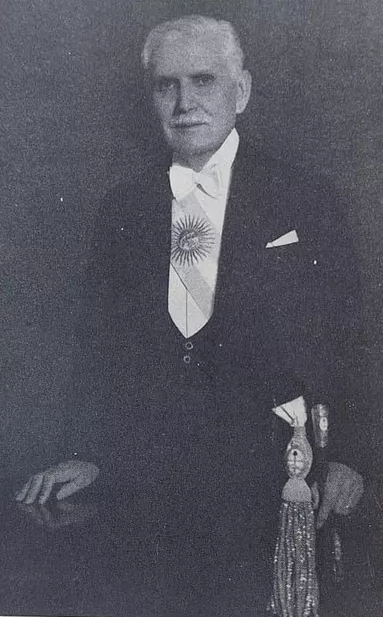
Ramón Castillo con la banda presidencial y el bastón de mando.

## Presidencia (1942-1943)
Roberto Marcelino Ortiz pidió licencia en julio de 1940 por graves problemas de salud -padecía una diabetes avanzada-, y en consecuencia, Ramón S. Castillo asumió el Poder Ejecutivo. En agosto del mismo año Ortiz, quien seguía en uso de la licencia, presentó inesperadamente su renuncia, la cual fue rechazada por el Senado; hecho que fue considerado una derivación del sonado "escándalo de la venta de Tierras del Palomar". La ceguera de Ortiz se agravó, impidiéndole reasumir sus funciones y, tras su efectiva renuncia, Castillo asumió la presidencia el 30 de junio de 1942 para completar el mandato. Roberto Marcelino Ortiz falleció el 15 de julio de ese año.
La Segunda Guerra Mundial había dividído al Ejército y a toda la sociedad argentina en los sectores neutralistas, proaliados y progermanos. Castillo continuó la política exterior de su predecesor consistente en declarar la neutralidad del país, lo que le permitía continuar con el comercio marítimo, principalmente con Gran Bretaña y esta misma razón lo llevó a promover la creación de la Flota Mercante del Estado. También tomó otras medidas de similar corte nacionalista, como la revocación de la concesión del puerto de Rosario o la creación de la Dirección General de Fabricaciones Militares.

El ataque de Japón a la base militar estadounidense de Pearl Harbour, ocurrido el 1 de diciembre de 1941, determinó que Castillo declarase el Estado de sitio, para impedir las manifestaciones y actividades públicas de los sectores "aliadófilos", que cuestionaban la continuidad de la política de neutralidad.

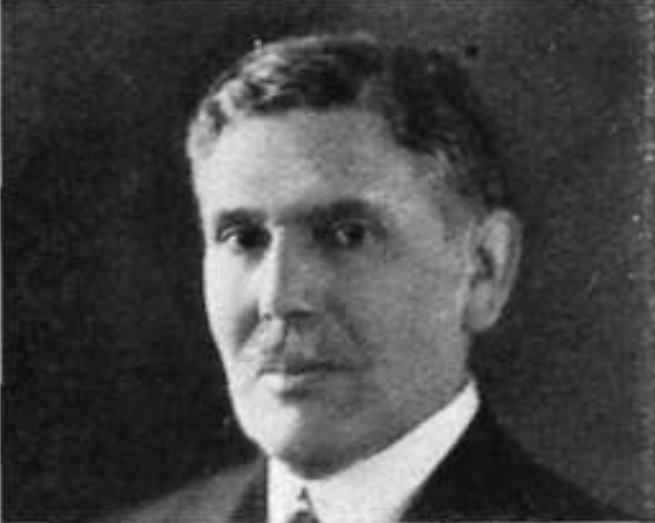
Ramón S. Castillo en 1931. Revista "Caras y Caretas".

En materia política llevó a cabo una política autoritaria, disponiendo de las carteras ministeriales con soltura. Disolvió el Concejo Deliberante de Buenos Aires, desprestigiado por denuncias de corrupción. Esto se continuó con la intervención federal a los gobiernos provinciales, de signo político opuesto a los conservadores. Su objetivo era consolidar su poder a través del Partido Demócrata Nacional como base partidaria de tinte conservador, disolviendo la Concordancia cuya continuidad estaba en duda, en razón de la política de lucha contra el fraude electoral llevada adelante por el presidente Ortiz. Esta última decisión política había sido apoyada por los radicales antipersonalistas, por los socialistas y por la Unión Cívica Radical del Comité Nacional presidido por Marcelo T. de Alvear. Ante este giro del gobierno esos partidos comenzaron a buscar confluir para luchar contra el previsible retorno del fraude electoral como arma política.

## El Plan Pinedo: reforma económica y derrota política
La guerra también tuvo su impacto en el campo económico: la restricción de divisas, producto de la caída del comercio exterior producida por las acciones armadas en los mares, afectó a la producción argentina, principalmente, al sector agrícola exportador de cereales y carnes. 

Acuciado por la urgencia de sostener la economía y aprovechar las condiciones favorables de la neutralidad argentina, el ministro de economía, Federico Pinedo, elaboró un "Plan de Reactivación Económica", conocido en la literatura económica como "el Plan Pinedo de 1940", cuyo eje era cambiar la sociedad comercial con Gran Bretaña, para confluir con la potencia ascendente como lo eran los Estados Unidos.

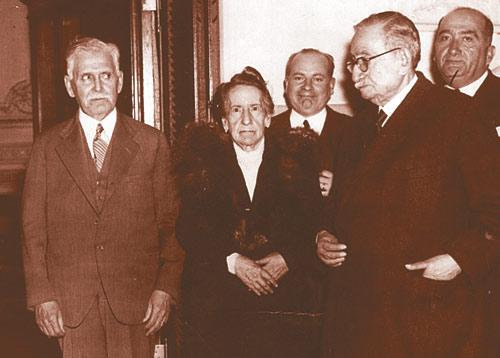
El presidente Ramón S. Castillo visita Tucumán en 1942, siendo recibido por el empresario azucarero Alfredo Guzmán y su esposa, Guillermina Leston de Guzmán.

El plan económico establecía que, sobre la base de la capacidad exportadora del sector agrícola-ganadero, las divisas obtenidas del comercio exterior serían administradas por un ente centralizado, el cual dirigiría las divisas hacia la promoción de la industria, asistida por créditos del Banco Central. El objetivo de dinamizar el mercado interno tuvo éxito; en 1943, las exportaciones de origen industrial de manufacturas livianas, superaron a las exportaciones agrícolas.
No obstante, el Plan de Pinedo fue aprobado en el Senado, en diciembre de 1940, pero sufrió el rechazo en la Cámara de Diputados del Congreso, cuando las bancadas de diputados de la Unión Cívica Radical y el Partido Socialista votaron en contral del Plan. El tratamiento legislativo del Plan sucedió en el periodo cuando el presidente Roberto Marcelino Ortiz se encontraba con licencia por enfermedad, mientras el presidente Castillo ejercía el Poder Ejecutivo. En el Congreso, los socialistas y radicales respondieron a la campaña de oposición orquestada por la Sociedad Rural Argentina y otras asociaciones de exportadores agrícola-ganaderos, quienes superaron en influencia a la Unión Industrial Argentina. Esto provocó la renuncia de Federico Pinedo y la pérdida de influencia económica del Grupo Pinedo-Prebisch.

## Escándalos con impacto político: agosto-septiembre de 1942
El estado de conmoción social se extendió durante 1942, cuando notorios escándalos que afectaban a instituciones estatales, fogoneadas por la prensa sensacionalista, provocaron en la opinión pública, la percepción de un estado de corrupción generalizado y de decadencia de la democracia liberal. Uno de los escándalos que generaron fuertes campañas en la prensa fue el "escándalo de los niños cantores de la Loteria Nacional", que estalló el 4 de septiembre de 1942, cuando un grupo de los adolescentes encargados de vocear los números premiados en el sorteo de la Lotería Nacional habían planeado un fraude en el sorteo de esa fecha y motivó la creación de una comisión de investigación en el Congreso de la Nación a cargo del diputado radical santafecino, Agustín Rodríguez Arraya.

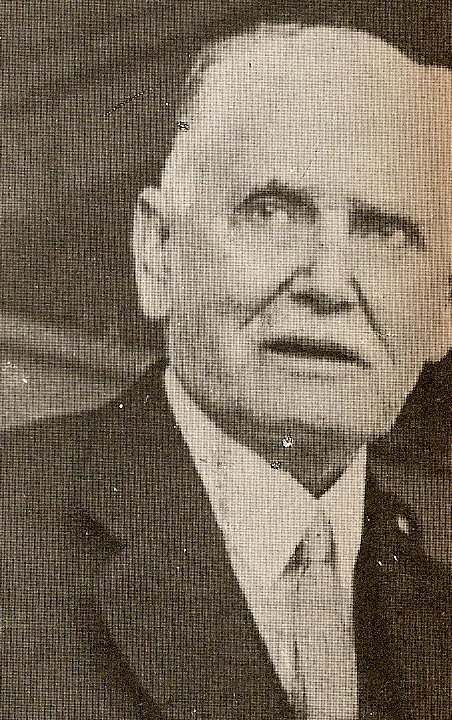
Ramón Castillo en los años 1940.

El otro caso, con mayor conmoción social y periodística, fue el «escándalo de los cadetes», descubierto en agosto de 1942, involucró a personalidades pertenecientes a círculos con gravitación social de Buenos Aires, entre los cuales se encontraba el fotógrafo aficionado Jorge Horacio Ballvé Piñeiro, además de Rómulo Naón (h), hijo del embajador y ex-intendente de Buenos Aires, Rómulo Naón y el arquitecto Jorge Duggan, quienes habían intimado con jóvenes cadetes del Colegio Militar de la Nación, manteniendo relaciones consentidas. Se inició una causa judicial que culminó con la expulsión de 20 cadetes del Colegio militar, considerado el más prestigioso del Ejército Argentino y con la detención de varios civiles, entre ellos los antes mencionados, bajo la acusación del delito de "corrupción de menores". La prensa encabezada por el diario "Ahora", que estaba controlado por militares nacionalistas, siguió este suceso, con tono amarillista, realizando paralelismos entre la "depravación moral" de la sociedad y la decadencia moral del gobierno fraudulento de Castillo, aprovechando para atacar no solo a los conservadores sino a la democracia en sí identificándola con "decadencia, corrupción, contubernio, amancebamiento, prostitución, sodomía y festichola". El blanco principal de las diatribas era Jorge Horacio Ballvé Piñero, cuyas fotos de desnudos masculinos -observables en el expediente judicial conservado en el Archivo de la Nación- no eran escenas de sexo, ni siquiera erecciones y no tenían nada de pornográficas. La investigación se extendió a otros fotógrafos que registraban desnudos artísticos masculinos. Según Gonzalo Demaría, una de las consecuencias del "Escándalo" fue "una gran cacería homosexual (que) se llevó a cabo durante un período sumamente complejo: la transición entre el fin de la llamada Década Infame y el nacimiento del peronismo...la dictadura del presidente Ramírez —formado en Alemania y simpatizante de Hitler— persiguió a judíos y a homosexuales. No fue ni remotamente en la escala masiva del Tercer Reich, porque no estaban dadas las condiciones para eso. Pero la persecución existió."
Todos estos sucesos, aceleraron el consenso entre los sectores nacionalistas de las Fuerzas Armadas, sobre la urgencia de un golpe de Estado para "sanear" el estado de corrupción del Estado y la sociedad argentinas. Así, en 10 de marzo de 1943, se creó la Logia u organización nacionalista "Grupo de Oficiales Unidos" o GOU, cuya acción será determinante para los sucesos posteriores.

## La Sucesión presidencial y la candidatura de Robustiano Patrón Costas. El Golpe de Estado del 4 de junio de 1943
Ante este panorama, la élite política sufría transformaciones ante la desaparición de los líderes más influyentes hasta ese momento. En el caso de la UCR, el  fallecimiento de Marcelo Torcuato de Alvear en marzo de 1942, dejó al partido sin un liderazgo definido, lo que inauguró una serie de conversaciones entre los partidos opositores para conformar un "Frente Popular" llevando la candidatura del expresidente General Agustín Pedro Justo. Este se había manifestado en favor de los Aliados y contrario a la política de neutralidad de la Argentina, presentándose como el líder de un movimiento de renovación institucional.
Ante este horizonte político, Castillo reforzó la estrategia de consolidar su poder a través de los conservadores mediante la toma del poder en las provincias. En 1940 y 1941, Castillo se negó a intervenir a las provincias de Mendoza y Santa Fe, cuya elecciones habían sido denunciadas como fraudulentas. Tal como se mencionó con anterioridad, el primer experimento en esta dirección, fue la intervención decretada al Colegio Electoral de la Provincia de Tucumán, en noviembre de 1942, con el fin de evitar el triunfo de la candidatura del radical opositor Miguel Mario Campero. Lo inédito de esta decisión favoreció la dilación de la elección de autoridades provinciales para producir la caducidad legal del mandato del gobernador Miguel Critto y por lo tanto justificar la intervención definitiva de Tucumán (febrero de 1943).
Este retorno a las prácticas de amañamiento de la voluntad electoral y de práctica de la violencia como procedimiento común para solucionar conflictos, generó un precario equilibrio de poderes con las Fuerzas Armadas, las cuales retornaron a un papel político activo. El fallecimiento de Agustín P. Justo,  el 11 de enero de 1943, desarticuló la posibilidad de una alianza de los partidos opositores para bloquear el gobierno de Castillo, mientras se encontraba en marcha la imposición de la candidatura presidencial conservadora de Robustiano Patrón Costas, quien se desempeñaba como presidente del Senado, y era un notorio empresario azucarero salteño.
Esta candidatura resultaba indigerible para los sectores nacionalistas de las Fuerzas Armadas, porque Robustiano Patrón Costas era un notorio partidario de los intereses probritánicos, como también, del alineamiento de la Argentina con el bando Aliado, en la Segunda Guerra, lo que significaría el virtual abandono de la  política de neutralidad.
La oposición entre «aliadófilos», «neutralistas» y «germanófilos» era cada vez más acentuada, llegando el gobierno de los Estados Unidos a lanzar una campaña durante el año 1942, calificando al gobierno argentino de fascista y favorable al Eje. Las acusaciones se basaban en los subsidios que la embajada alemana otorgara a sectores de la prensa argentina y los tratos del gobierno con algunas firmas alemanas. Castillo se mantuvo neutralista, apoyado principalmente por el Ejército pero aislado de la Concordancia.
El fallecimiento de Agustín P. Justo dio un respiro a Castillo. Sin embargo, algunos dirigentes de la U.C.R., junto a los socialistas y los demócratas progresistas, intentaron proponer una candidatura presidencial unificada en la persona del Ministro de Guerra, el general Pedro Pablo Ramírez. Al tomar conocimiento de estas reuniones, Castillo pidió la renuncia a su Ministro de Guerra, quien lo derrocó el 4 de junio de 1943.
El golpe de Estado se puso en marcha, la madrugada del 3 de junio de 1943, cuando las unidades del Ejército, acantonadas en Campo de Mayo, se dirigieron hacia el centro de Buenos Aires. En el camino, las unidades acuarteladas en la Escuela de Mecánica de la Armada enfrentaron las columnas del Ejército, provocando numerosas víctimas. Pero las tropas sublevadas tomaron el control de la Casa Rosada y los principales edificios públicos ante la algarabía de la multitud, mientras los grupos de choques de militantes nacionalistas incendiaron numerosos colectivos pertenecientes a la Corporación de Transportes de la Ciudad de Buenos Aires, en la Plaza de Mayo. Esta empresa era considerada como un símbolo de la sumisión a los intereses británicos, establecida por el Pacto Roca-Runciman en 1933. 
En un primer momento, Ramón S. Castillo intentó preservar su gobierno, refugiándose en el buque ARA Drummond e internándose en el Río de la Plata con sus ministros, pero regresó y quedó detenido hasta su liberación, semanas más tarde.

## Muerte
Después de su derrocamiento, Castillo inició el trámite para acogerse a la jubilación como expresidente de la República. Obtenida su jubilación, vivió retirado de toda actividad política, frecuentado por un corto número de amigos. Al cabo de algunos meses debió internarse en un sanatorio para someterse a una operación quirúrgica, la que se realizó con éxito. Sin embargo, su salud se hallaba resentida. Iniciándose el proceso de declinación que lo llevaría al fatal desenlace.  
A las 23:02 p. m. del 12 de octubre de 1944, el doctor Ramón S. Castillo fallecía en su residencia de la calle Juncal 1775, luego de haber entrado en coma la noche anterior y de haber recibido la extremaunción por parte del monseñor Miguel de Andrea. Rodeaban el lecho de muerte del expresidente al momento de producirse el deceso su esposa Delia Luzuriaga, sus seis hijos, el sacerdote Luis Costoya, su confesor, el equipo médico conformado por los doctores Mariano Rafael Castex, Enrique Finocchietto, Romano y Luzuriaga. También se hallaban en su domicilio a esa hora sus antiguos ministros de gobierno, Miguel Culacciati, Enrique Ruiz Guiñazú, Mario Fincati, Carlos Alberto Acevedo, Guillermo Rothe y Salvador Oría, como así también personalidades políticas como Robustiano Patrón Costas, Elpidio González, Benjamín Villafañe, Alberto Barceló, Juan Félix Cafferata, Ramón J. Cárcano, el exdiputado tucumano, Eduardo Paz, José María Paz Anchorena, Nicolás Avellaneda (h) y el doctor Rómulo Etcheverry Boneo, ministro de Justicia e Instrucción Pública del gobierno de facto del general Edelmiro J. Farrell. 
El sepelio de sus restos fue realizado en el Cementerio de Olivos, Partido de Vicente López, en la Provincia de Buenos Aires. En el acto de inhumación hicieron uso de la palabra Guillermo Rothe en nombre de sus exministros de gobierno; Juan P. Ramos por sus amigos; por sus exalumnos Martín Aberg Cobo; por el Centro Catamarqueño de la Capital Federal Pedro F. Acuña; y por los ex legisladores demócratas nacionales, el dirigente conservador tucumano Eduardo Paz. 
Castillo falleció teniendo en su cuenta corriente únicamente 47 pesos con 25 centavos. El costo del sepelio ascendía a 290 pesos. Sus amigos tuvieron que pagarlo.

## Distinciones y condecoraciones
- :   Collar de la Orden al Mérito de Chile ( 1943 )
- :   Collar de la Orden de Isabel La Católica ( 7 de agosto de 1942 )